# جون سيفبويك
جون سيفبويك (بالدنماركية: John Sivebæk)‏ (بالدنماركية: John Sivebæk)، من مواليد 25 أكتوبر 1961 ، لاعب كرة قدم دنماركي سابق.
لعب مع منتخب الدنمارك لكرة القدم.

## روابط خارجية
- جون سيفبويك على موقع قاعدة بيانات كرة القدم.إي يو (الإنجليزية)
- جون سيفبويك على موقع ناشيونال فوتبول تيمز (الإنجليزية)
- جون سيفبويك على موقع عالم كرة القدم.نت (الإنجليزية)